# 沃季齊亞
48°4′33″N 23°57′23″E / 48.07583°N 23.95639°E
沃季齊亞（烏克蘭語：Водиця），是烏克蘭的村落，位於該國西部外喀爾巴阡州，由拉希夫區負責管轄，處於阿普什齊亞河畔，始建於1947年，面積44.9平方公里，2001年人口1,882，人口密度每平方公里41.92人。